# Орест Мелещук
Орест Мелещук (англ. Orest Meleschuk; нар. 11 квітня 1940, Сент-Боніфейс, Вінніпег, Канада) — канадський керлер українського походження. Протягом 1960-1970-х років був одним з найсильніших керлерів Манітоби. Пік кар'єри припав на 1972 рік, коли він виграв чемпіонат Манітоби, Канади та чемпіонат світу. 
Одружений з Патрісією Франсез та має двох дітей — Шона та Карін.